# Haïti aux Jeux olympiques d'hiver de 2022
Haïti participe aux Jeux olympiques d'hiver de 2022 à Pékin en Chine du 9 au 20 février 2022.
Il s'agit de sa première participation à des Jeux d'hiver, le pays étant considéré comme un pays tropical, n'ayant aucun structure adaptée aux sports d'hiver présente sur son territoire.

## Résultats en ski alpin
Le skieur alpin Richardson Viano a décroché sa qualification en prenant la 35e place du slalom géant des Championnats du monde 2021. Orphelin natif de Port-au-Prince, il a été adopté à trois ans par un couple italien habitant près de Briançon. N'ayant pu intégrer l'équipe de France en 2018, il a été sollicité par la fédération haïtienne pour obtenir la nationalité du pays durant l'été 2019 et a pu ainsi participer aux compétitions internationales sous les couleurs d'Haïti. 
| Athlète          | Épreuve      | 1re manche   | 1re manche | 2e manche | 2e manche | Total         | Total   |
| Athlète          | Épreuve      | Temps        | Rang       | Temps     | Rang      | Temps         | Rang    |
| ---------------- | ------------ | ------------ | ---------- | --------- | --------- | ------------- | ------- |
| Richardson Viano | Slalom       | 1 min 2 s 25 | 42e        | 57 s 74   | 33e       | 1 min 59 s 99 | 34e     |
| Richardson Viano | Slalom géant | Abandon      | Abandon    | Éliminé   | Éliminé   | Éliminé       | Éliminé |